# AFC Solidarity Cup
Pour les articles homonymes, voir Solidarity.
L'AFC Solidarity Cup est une compétition asiatique de football créée en 2016 et organisée par l'AFC. Elle est disputée par les sélections prématurément éliminées des phases qualificatives pour la Coupe du monde et la Coupe d'Asie des nations. Elle permet ainsi aux équipes nationales de disputer des rencontres officielles, celles-ci ayant des difficultés à organiser des matchs amicaux lorsqu'elles n'ont plus les éliminatoires à disputer.

## Palmarès

### Palmarès général
| Année | Pays hôte(s) | Pays hôte(s) | Pays hôte(s) | Finale   | Finale | Finale    | Petite finale | Petite finale | Petite finale | Participants |
| Année | Pays hôte(s) | Pays hôte(s) | Pays hôte(s) | Champion | Score  | Finaliste | Troisième     | Score         | Quatrième     | Participants |
| ----- | ------------ | ------------ | ------------ | -------- | ------ | --------- | ------------- | ------------- | ------------- | ------------ |
| 2016  | Malaisie     | Malaisie     | Malaisie     | Népal    | 1 − 0  | Macao     | Laos          | 3 − 2         | Brunei        | 7            |
| 2024  | Indonésie    | Indonésie    | Indonésie    |          |        |           |               |               |               |              |

### Bilan par nation
Le tableau suivant présente le bilan par nation ayant atteint au moins une fois le dernier carré (mis à jour le 17 novembre 2016).
| Rang | Équipe | Vainqueur | Finaliste | Troisième | Quatrième | Édition(s) gagnée(s) | Participations |
| ---- | ------ | --------- | --------- | --------- | --------- | -------------------- | -------------- |
| 1    | Népal  | 1         | 0         | 0         | 0         | 2016                 | 1              |
| 2    | Macao  | 0         | 1         | 0         | 0         | -                    | 1              |
| 3    | Laos   | 0         | 0         | 1         | 0         | -                    | 1              |
| 4    | Brunei | 0         | 0         | 0         | 1         | -                    | 1              |

| Région                  | Champion(s)  | Titre(s) |
| ----------------------- | ------------ | -------- |
| EAFF (Asie de l'Est)    |              |          |
| WAFF (Asie de l'Ouest)  |              |          |
| CAFF (Asie Centrale)    |              |          |
| ASEAN (Asie du Sud-Est) |              |          |
| SAFF (Asie du Sud)      | Népal (2016) | 1        |

## Statistiques

### Nations participantes
| Nations        | 2016    | Participations |
| -------------- | ------- | -------------- |
| Bangladesh     | Forfait | 0              |
| Brunei         | 4e      | 1              |
| Laos           | 3e      | 1              |
| Macao          | 2e      | 1              |
| Mongolie       | Groupe  | 1              |
| Népal          | 1er     | 1              |
| Pakistan       | Forfait | 0              |
| Sri Lanka      | Groupe  | 1              |
| Timor oriental | Groupe  | 1              |

### Statistiques générales
| Nations        | Joués | G | N | P | BP | BC | Diff. | Pts. |
| -------------- | ----- | - | - | - | -- | -- | ----- | ---- |
| Népal          | 4     | 3 | 1 | 0 | 6  | 2  | +4    | 10   |
| Macao          | 5     | 3 | 1 | 1 | 8  | 5  | +3    | 10   |
| Laos           | 5     | 3 | 1 | 1 | 11 | 9  | +2    | 10   |
| Brunei         | 4     | 1 | 1 | 2 | 7  | 7  | 0     | 4    |
| Mongolie       | 3     | 1 | 0 | 2 | 3  | 5  | -2    | 3    |
| Sri Lanka      | 3     | 0 | 1 | 2 | 2  | 5  | -3    | 1    |
| Timor oriental | 2     | 0 | 1 | 1 | 0  | 4  | -4    | 1    |

| Année | Joueur        |
| ----- | ------------- |
| 2016  | Leong Ka Hang |

| Année | Joueur              | Buts |
| ----- | ------------------- | ---- |
| 2016  | Mohd Shahrazen Said | 4    |

### Sélectionneurs vainqueurs
| Année | Sélectionneur | Sélection |
| ----- | ------------- | --------- |
| 2016  | Koji Gyotoku  | Népal     |